# 저미
비니(2004년 7월 2일 ~ )는 대한민국의 가수다. 2023년 6월 24일 싱글 <청승맞게 비가 내리면>으로 데뷔했다.

## 방송
- 전국노래자랑 (2016) - 인천광역시 옹진군 편
- K팝스타 6 더 라스트 찬스 (2016)
- 걸스플래닛999 : 소녀대전 (2021) - Top54

## 음반
- 청승맞게 비가 내리면 (2023)
- TIME (2023)
- STAY BY MY SIDE (2024)
- 거울 보듯 (2024)
- (no)wonder (Feat. TRADE L) (2024)